# Білоцький Владислав Валерійович
Владислав Валерійович Білоцький (нар. 19 листопада 1984 року, Київ, Україна) – заступник директора Українського національного офісу інтелектуальної власності та інновацій (УКРНОІВІ, також відомий як IP офіс), голова Апеляційної палати УКРНОІВІ. Очолює напрям судового захисту прав інтелектуальної власності, забезпечення роботи Апеляційної палати та інших колегіальних органів, а також координує роботу Центру медіації та посередництва та Центру спостереження з питань порушень прав інтелектуальної власності IP офісу. Має більш ніж 12-річний досвід роботи юристом у сфері інтелектуальної власності.

#### Освіта
Юридичну освіту здобув у Національній академії державної податкової служби України: у 2004 році став бакалавром права, у 2005 році здобув повну вищу освіту за спеціальністю «Правознавство».
У 2024 році присвоєно кваліфікацію магістра з інтелектуальної власності (Київський національний університет імені Тараса Шевченка).

#### Професійна діяльність
З 2005 року до 2008 року працював у юридичному відділі Державної податкової інспекції у Дніпровському районі м. Києва.
Протягом 2008–2012 років –  юрист на приватному підприємстві «Українська консультаційна група».
У 2012 році став співзасновником адвокатського об’єднання «БКТ Партнерс», був керуючим партнером та очолював практику захисту інтелектуальної власності. 
З 2014 року до 2017 року – керуючий партнер АО «Білоцький Пукало» (нині АО «АССЕРТОР»). 
Упродовж 2017– 2020 років – керуючий партнер АО «БЕРІЛСТОУН» (нині АО «БІЛОУ»).
З 2021 року до 2022 року – бізнес-партнер практики IP & Data Protection адвокатського об’єднання «Juscutum».
З червня 2022 року до березня 2024 року – радник заступника Керівника Офісу Президента.
У грудні 2022 року призначений на посаду радника директора Українського національного офісу інтелектуальної власності та інновацій. 
З січня 2023 року – заступник директора УКРНОІВІ.
З 18 червня 2024 року – голова Апеляційної палати – колегіального органу НОІВ для розгляду заперечень проти рішень НОІВ щодо набуття прав на об’єкти інтелектуальної власності, заяв про визнання прав на об’єкти інтелектуальної власності недійсними повністю або частково, заяв про визнання торговельної марки добре відомою в Україні (18 червня 2024 року наказом УКРНОІВІ №93/2024 затверджено погоджений 17 червня 2024 року Міністерством економіки України персональний склад Апеляційної палати).
Вересень–листопад 2024 року – координатор Національної інформаційної кампанії «ANTI-PIRACY: BOOKS». Кампанія спрямована на боротьбу з піратством та контрафактом у сфері інтелектуальної власності, її проводив Центр спостереження з питань порушень прав інтелектуальної власності ІР офісу спільно з Українським інститутом книги, Українською асоціацією книговидавців та книгорозповсюджувачів.

#### Адвокатська діяльність
У жовтні 2009 року отримав свідоцтво про право на зайняття адвокатською діяльністю. 
У жовтні 2016 року був обраний до складу Ради адвокатів м. Києва та Комітету з міжнародних зв'язків при Національній асоціації адвокатів України.
У грудні 2016 року очолив представництво Національної асоціації адвокатів України в Мексиці.
У липні 2018 році очолив раду молодіжного комітету НААУ NextGen.
У січні 2020 року очолив Комітет адвокатської практики НААУ.
Адвокат відомих блогерів та зірок: Олексія Дурнєва, Володимира Остапчука, Міші Крупіна та інших. 
Право на зайняття адвокатською діяльністю зупинив наприкінці 2022 року у зв’язку з долученням до команди Українського національного офісу інтелектуальної власності та інновацій.

#### Громадська діяльність
З травня 2014 року до січня 2015 року співпрацював з громадською організацією «Київська футбольна Ліга».
У 2017 році заснував та очолив громадську організацію «Українсько-мексиканська спілка сприяння бізнесу». 
У 2021 році разом з відомою акторкою Оленою Куртою заснував громадську організацію «Українська креативна гільдія», яка до початку повномасштабного російського вторгнення займалася допомогою представникам кіноіндустрії.

#### Відзнаки
У 2019 році відзначений найвищою нагородою Національної асоціації адвокатів України — орденом «Видатний адвокат України», у 2018 році — почесною відзнакою НААУ.